# Lijst van afleveringen van Teenage Mutant Ninja Turtles (1987-1996)
Dit is een lijst met afleveringen van de Amerikaanse televisieserie Teenage Mutant Ninja Turtles. De serie telt 10 seizoenen. Een overzicht van alle afleveringen is hieronder te vinden.

## Afleveringen

### Seizoen 1
| Nr. | Titel aflevering                       | Uitzenddatum VS  |
| --- | -------------------------------------- | ---------------- |
| 1   | Turtle Tracks                          | 28 december 1987 |
| 2   | Enter: The Shredder                    | 29 december 1987 |
| 3   | A Thing About Rats                     | 30 december 1987 |
| 4   | Hot-Rodding Teenagers from Dimension X | 31 december 1987 |
| 5   | Shredder & Splintered                  | 1 januari 1988   |

### Seizoen 2
| Nr. | Titel aflevering                 | Uitzenddatum VS  |
| --- | -------------------------------- | ---------------- |
| 1   | Return of the Shredder           | 1 oktober 1988   |
| 2   | The Incredible Shrinking Turtles | 8 oktober 1988   |
| 3   | It Came from Beneath the Sewers  | 15 oktober 1988  |
| 4   | The Mean Machines                | 22 oktober 1988  |
| 5   | Curse of the Evil Eye            | 29 oktober 1988  |
| 6   | Case of the Killer Pizzas        | 5 november 1988  |
| 7   | Enter: The Fly                   | 12 november 1988 |
| 8   | Invasion of the Punk Frogs       | 19 november 1988 |
| 9   | Splinter No More                 | 26 november 1988 |
| 10  | New York's Shiniest              | 3 december 1988  |
| 11  | Teenagers from Dimension X       | 10 december 1988 |
| 12  | The Catwoman from Channel Six    | 17 december 1988 |
| 13  | Return of the Technodrome        | 24 december 1988 |

### Seizoen 3
| Nr. | Titel aflevering                   | Uitzenddatum VS   |
| --- | ---------------------------------- | ----------------- |
| 1   | Beneath These Streets              | 25 september 1989 |
| 2   | Turtles on Trial                   | 26 september 1989 |
| 3   | Attack of the 50-Foot Irma         | 27 september 1989 |
| 4   | The Maltese Hampster               | 28 september 1989 |
| 5   | Sky Turtles                        | 29 september 1989 |
| 6   | The Old Switcheroo                 | 2 oktober 1989    |
| 7   | Burne's Blues                      | 3 oktober 1989    |
| 8   | The Fifth Turtle                   | 4 oktober 1989    |
| 9   | Enter the Rat King                 | 5 oktober 1989    |
| 10  | Turtles at the Earth's Core        | 6 oktober 1989    |
| 11  | April Fool                         | 9 oktober 1989    |
| 12  | Attack of the Big MACC             | 10 oktober 1989   |
| 13  | The Ninja Sword of Nowhere         | 11 oktober 1989   |
| 14  | 20,000 Leaks Under the City        | 12 oktober 1989   |
| 15  | Take Me to Your Leader             | 13 oktober 1989   |
| 16  | Four Musketurtles                  | 16 oktober 1989   |
| 17  | Turtles, Turtles Everywhere        | 17 oktober 1989   |
| 18  | Cowabunga Shredhead                | 18 oktober 1989   |
| 19  | Invasion of the Turtle Snatchers   | 19 oktober 1989   |
| 20  | Camera Bugged                      | 20 oktober 1989   |
| 21  | Green with Jealousy                | 23 oktober 1989   |
| 22  | Return of the Fly                  | 24 oktober 1989   |
| 23  | Casey Jones: Outlaw Hero           | 25 oktober 1989   |
| 24  | Mutagen Monster                    | 26 oktober 1989   |
| 25  | Corporate Raiders from Dimension X | 27 oktober 1989   |
| 26  | Pizza by the Shred                 | 30 oktober 1989   |
| 27  | Super Bebop and Mighty Rocksteady  | 31 oktober 1989   |
| 28  | Beware the Lotus                   | 1 november 1989   |
| 29  | Blast from the Past                | 2 november 1989   |
| 30  | Leatherhead: Terror of the Swamp   | 3 november 1989   |
| 31  | Michelangelo's Birthday            | 6 november 1989   |
| 32  | Usagi Yojimbo                      | 7 november 1989   |
| 33  | Case of the Hot Kimono             | 8 november 1989   |
| 34  | Usagi Come Home                    | 9 november 1989   |
| 35  | The Making of Metalhead            | 10 november 1989  |
| 36  | Leatherhead Meets the Rat King     | 13 november 1989  |
| 37  | The Turtle Terminator              | 14 november 1989  |
| 38  | The Great Boldini                  | 15 november 1989  |
| 39  | The Missing Map                    | 16 november 1989  |
| 40  | The Gang's All Here                | 17 november 1989  |
| 41  | The Grybyx                         | 20 november 1989  |
| 42  | Mister Ogg Goes to Town            | 21 november 1989  |
| 43  | Shredderville                      | 22 november 1989  |
| 44  | Bye, Bye, Fly                      | 23 november 1989  |
| 45  | The Big Rip Off                    | 24 november 1989  |
| 46  | The Big Break In                   | 27 november 1989  |
| 47  | The Big Blow Out                   | 28 november 1989  |

### Seizoen 4
| Nr. | Titel aflevering                          | Uitzenddatum VS   |
| --- | ----------------------------------------- | ----------------- |
| 1   | Plan Six from Outer Space                 | 8 september 1990  |
| 2   | Turtles of the Jungle                     | 15 september 1990 |
| 3   | Michelangelo Toys Around                  | 22 september 1990 |
| 4   | Peking Turtle                             | 29 september 1990 |
| 5   | Shredder's Mom                            | 6 oktober 1990    |
| 6   | Four Turtles and a Baby                   | 13 oktober 1990   |
| 7   | Turtlemaniac                              | 20 oktober 1990   |
| 8   | Rondo in New York                         | 27 oktober 1990   |
| 9   | Planet of the Turtles                     | 3 november 1990   |
| 10  | Name That Toon                            | 10 november 1990  |
| 11  | Menace Maestro, Please                    | 17 november 1990  |
| 12  | Superhero for a Day                       | 24 november 1990  |
| 13  | Back to the Egg                           | 1 december 1990   |
| 14  | Son of Return of the Fly II               | 8 december 1990   |
| 15  | Raphael Knocks 'em Dead                   | 15 december 1990  |
| 16  | Bebop and Rocksteady Conquer the Universe | 22 december 1990  |
| 17  | Raphael Meets His Match                   | 29 december 1990  |
| 18  | Slash: The Evil Turtle from Dimension X   | 5 januari 1991    |
| 19  | Leonardo Lightens Up                      | 12 januari 1991   |
| 20  | Were-Rats from Channel 6                  | 19 januari 1991   |
| 21  | Funny, They Shrunk Michelangelo           | 26 januari 1991   |
| 22  | The Big Zipp Attack                       | 2 februari 1991   |
| 23  | Donatello Makes Time                      | 9 februari 1991   |
| 24  | Farewell Lotus Blossom                    | 16 februari 1991  |
| 25  | Rebel Without a Fin                       | 23 februari 1991  |
| 26  | Rhino-Man                                 | 2 maart 1991      |
| 27  | Michelangelo Meets Bugman                 | 9 maart 1991      |
| 28  | Poor Little Rich Turtle                   | 16 maart 1991     |
| 29  | What's Michelangelo Good For?             | 10 november 1990  |
| 30  | The Dimension X Story                     | 30 maart 1991     |
| 31  | Donatello's Degree                        | 6 april 1991      |
| 32  | The Big Cufflink Caper!                   | 13 april 1991     |
| 33  | Leonardo Versus Tempestra                 | 20 april 1991     |
| 34  | Splinter Vanishes                         | 27 april 1991     |
| 35  | Raphael Drives 'em Wild                   | 4 mei 1991        |
| 36  | Beyond the Donatello Nebula               | 11 mei 1991       |
| 37  | Big Bug Blunder                           | 18 mei 1991       |
| 38  | The Foot Soldiers Are Revolting           | 25 mei 1991       |
| 39  | Unidentified Flying Leonardo              | 1 juni 1991       |
| 40  | The Turtles and the Hare                  | 28 maart 1991     |
| 41  | Once Upon a Time Machine                  | 29 maart 1991     |

### Seizoen 5
| Nr. | Titel aflevering                          | Uitzenddatum VS    |
| --- | ----------------------------------------- | ------------------ |
| 1   | My Brother, the Bad Guy                   | 14 september 1991  |
| 2   | Michaelangelo Meets Mondo Gecko           | 19 september] 1991 |
| 3   | Enter Mutagen Man                         | 21 september 1991  |
| 4   | Donatello's Bad Time                      | 21 september 1991  |
| 5   | Michaelangelo Meets Bugman Again          | 24 september 1991  |
| 6   | Muckman Messes Up                         | 25 september 1991  |
| 7   | Napoleon Bonafrog: Colossus of the Swamps | 26 september 1991  |
| 8   | Raphael Versus the Volcano                | 27 september 1991  |
| 9   | Landlord of the Flies                     | 30 september 1991  |
| 10  | Donatello's Duplicate                     | 19 oktober 1991    |
| 11  | The Ice Creature Cometh                   | 2 oktober 1991     |
| 12  | Leonardo Cuts Loose                       | 3 oktober 1991     |
| 13  | Pirate Radio                              | 4 oktober 1991     |
| 14  | Raphael, Turtle of a Thousand Faces       | 8 oktober 1991     |
| 15  | Leonardo, the Renaissance Turtle          | 9 oktober 1991     |
| 16  | Zach and the Alien Invaders               | 10 oktober 1991    |
| 17  | Welcome Back, Polarisoids                 | 14 oktober 1991    |
| 18  | Michelangelo, the Scared Turtle           | 15 oktober 1991    |

### Seizoen 6
| Nr. | Titel aflevering            | Uitzenddatum VS   |
| --- | --------------------------- | ----------------- |
| 1   | Rock Around the Block       | 14 september 1992 |
| 2   | Krangenstein Lives!         | 21 september 1992 |
| 3   | Super Irma                  | 28 september 1992 |
| 4   | Adventures in Turtle-Siting | 5 oktober 1992    |
| 5   | Sword of Yurikawa           | 12 oktober 1992   |
| 6   | Return of the Turtleoid     | 19 oktober 1992   |
| 7   | Shreeka's Revenge           | 26 oktober 1992   |
| 8   | Too Hot to Handle           | 2 november 1992   |
| 9   | Nightmare in the Lair       | 9 november 1992   |
| 10  | Phantom of the Sewers       | 16 november 1992  |
| 11  | Donatello Trashes Slash     | 23 november 1992  |
| 12  | Leonardo Is Missing         | 30 november 1992  |
| 13  | Snakes Alive!               | 7 december 1992   |
| 14  | Polly Wonna Pizza           | 14 december 1992  |
| 15  | Mr. Nice Guy                | 21 december 1992  |
| 16  | Sleuth on the Loose         | 28 december 1992  |

### Seizoen 7
| Nr. | Titel aflevering                         | Uitzenddatum VS  |
| --- | ---------------------------------------- | ---------------- |
| 1   | Night of the Dark Turtle                 | 11 december 1993 |
| 2   | The Starchild                            | 18 december 1993 |
| 3   | The Legend of Koji                       | 25 december 1993 |
| 4   | Convicts from Dimension X                | 1 januari 1994   |
| 5   | White Belt, Black Heart                  | 8 januari 1994   |
| 6   | Night of the Rogues                      | 15 januari 1994  |
| 7   | Attack of the Neutrinos                  | 22 januari 1994  |
| 8   | Escape from the Planet of the Turtleoids | onbekend         |
| 9   | Revenge of the Fly                       | onbekend         |
| 10  | Atlantis Awakes                          | onbekend         |
| 11  | Dirk Savage: Mutant Hunter               | onbekend         |
| 12  | Invasion of the Krangazoids              | onbekend         |
| 13  | Shredder Triumphant                      | onbekend         |

#### Vacation in Europe sideseason
| Nr. | Titel aflevering              | Uitzenddatum VS   |
| --- | ----------------------------- | ----------------- |
| 1   | Tower of Power                | 18 september 1993 |
| 2   | Rust Never Sleeps             | 18 september 1993 |
| 3   | A Real Snow Job               | 25 september 1993 |
| 4   | Venice on the Half-Shell      | 25 september 1993 |
| 5   | Artless                       | 2 oktober 1993    |
| 6   | Ring of Fire                  | 2 oktober 1993    |
| 7   | The Irish Jig is Up           | 9 oktober 1993    |
| 8   | Shredder's New Sword          | 9 oktober 1993    |
| 9   | The Lost Queen of Atlantis    | 16 oktober 1993   |
| 10  | Turtles on the Orient Express | 16 oktober 1993   |
| 11  | April gets in Dutch           | 23 oktober 1993   |
| 12  | Northern Lights Out           | 23 oktober 1993   |
| 13  | Elementary, My Dear Turtle    | 30 oktober 1993   |

### Seizoen 8
| Nr. | Titel aflevering          | Uitzenddatum VS   |
| --- | ------------------------- | ----------------- |
| 1   | Get Shredder!             | 10 september 1994 |
| 2   | Wrath of the Rat King     | 17 oktober 1994   |
| 3   | State of Shock            | 24 september 1994 |
| 4   | Cry H.A.V.O.C.!           | 1 oktober 1994    |
| 5   | H.A.V.O.C. in the Streets | 8 oktober 1994    |
| 6   | Enter: Krakus             | 15 oktober 1994   |
| 7   | Cyber Turtles             | 22 oktober 1994   |
| 8   | Turtle Trek               | 29 oktober 1994   |

### Seizoen 9
| Nr. | Titel aflevering     | Uitzenddatum VS   |
| --- | -------------------- | ----------------- |
| 1   | The Unknown Ninja    | 16 september 1995 |
| 2   | Dregg of the Earth   | 23 september 1995 |
| 3   | The Wrath of Medusa  | 30 september 1995 |
| 4   | The New Mutation     | 7 oktober 1995    |
| 5   | The Showdown         | 14 oktober 1995   |
| 6   | Split-Second         | 21 oktober 1995   |
| 7   | Carter, the Enforcer | 28 oktober 1995   |
| 8   | Doomquest            | 4 november 1995   |

### Seizoen 10
| Nr. | Titel aflevering              | Uitzenddatum VS   |
| --- | ----------------------------- | ----------------- |
| 1   | Return of Dregg               | 14 september 1996 |
| 2   | The Beginning of the End      | 21 september 1996 |
| 3   | The Power of Three            | 28 september 1998 |
| 4   | A Turtle in Time              | 5 oktober 1996    |
| 5   | Turtles to the Second Power   | 12 oktober 1996   |
| 6   | Mobster from Dimension X      | 19 oktober 1996   |
| 7   | The Day the Earth Disappeared | 26 oktober 1996   |
| 8   | Divide and Conquer            | 2 november 1996   |